# (1648) Shajna
(1648) Shajna ist ein Asteroid des Hauptgürtels, der am 5. September 1935 von der russischen Astronomin Pelageja Fjodorowna Schain am Krim-Observatorium in Simejis entdeckt wurde.
Benannt ist der Asteroid nach seiner Entdeckerin und ihrem Gatten Grigori Abramowitsch Schain.